# Den Bornholmske Spritfabrik
Forgængeren for Den Bornholmske Spritfabrik Aps var et dampbrænderi, der lå i Hasle fra 1855 til 1920, og hvor man blandt andet fremstillede Akvavitter.
Med reetableringen af Den Bornholmske Spritfabrik i 1994 blev produktionen af akvavit genoptaget på Bornholm. "Bornholmer Akvavit" er siden da fremstillet på øen efter at have været fremstillet forskellige steder de sidste 70 år. Denne akvavit udgør sammen med "Bornholmer Traditions Akvavit 1855" og "Bornholmer Bitter" fundamentet i sortimentet.
Den Bornholmske Spritfabrik Aps har i dag til huse i Nexø.

## Produkter
- Bornholmer Akvavit 40 %
- Bornholmer Traditionsakvavit 1855 42 %
- Bornholmer Bitter 38 %
- Bornholmer Påskeakvavit 40%, med udtræk af perikon
- Bornholmer Sommerakvavit 40%, tilsat udtræk af Hyldeblomst
- Den Bornholmske Honningsyp 32%
- Bornholmer Juleakvavit 42%, med  bl.a. Nellike og appelsin

## Ekstern henvisning
Den Bornholmske Spritfabrik Aps Arkiveret 21. oktober 2009 hos  Wayback Machine
55°03′29″N 15°07′55″Ø / 55.05806°N 15.13194°Ø